# 가도카와 퓨처 퍼블리싱
가도카와 퓨처 퍼블리싱(株式会社KADOKAWAフューチャー パブリッシング, Kadokawa Future Publishing)은 카도카와가 운영하는 일본의 출판사다. 법인격으로는 1954년에 창업한 카도카와 쇼텐(초대), 구 카도카와 그룹 홀딩스와 동일하다.

## 역사
가도카와 쇼텐을 모체로 하는 가도카와 그룹의 총괄 지주회사로서 2003년에 주식회사 가도카와 홀딩스로 사명을 변경하여, 사업회사인 가도카와 쇼텐(2대째)를 분할했다. 그 후, 2006년에 주식회사 가도카와 그룹 홀딩스로 사명을 변경했으나, 2013년 4월 1일에 카도카와 그룹 퍼블리싱를 흡수 합병해서 사업회사화하여 같은 해 6월 23일에 주식회사 카도카와로 사명을 변경한다. 이후, 2014년 10월 1일에 디완고와 합병하여, 카도카와 디완고가 설립되었다.

## 브랜드
- 아스키 미디어 워크스
- 엔터브레인
- 가도카와 학예 출판
- 카도카와 쇼텐
- 가도카와 매거진즈
- 후지미 쇼보
- 미디어팩토리

## 주요 발행 서적
- 가도카와 신서
- 가도카와 문고
- 가도카와 호러 문고
- 가도카와 소피아 문고
- 카도카와 선서
- 가도카와 EpuB 선서
- 가도카와 스니커 문고
- 가도카와 츠바사 문고
- 가도카와 BOOKS

## 주요 발행 잡지
- 소설 야성시대
- 책의 나그네
- 다 빈치
- 영 에이스
- 도쿄 워커
- 큐피 3분 쿠킹 텍스트 (닛폰 TV 판)